# Alex Pereira
Alex Sandro Silva Pereira (* 7. července 1987) je brazilský MMA zápasník a bývalý kickboxer. V současné době zápasí v organizaci Ultimate Fighting Championship (UFC), kde byl šampionem ve střední váze a bývalým šampionem v polotěžké váze.

## Život a kariéra
Vyrůstal v brazilské favele. Opustil střední školu a začal pracovat jako zedník. Později pracoval i v obchodě s pneumatikami. Začal silně pít a nakonec se stal alkoholikem. Závislosti se zbavil až v roce 2009, kdy začal s kickboxem.
Se svoji bývalou manželkou má dva syny. Jeho sestra Aline Pereira je rovněž MMA zápasnice.
Kromě kickboxu se věnoval také boxu. S kickboxem skončil v roce 2015, kdy se začal věnovat MMA. Jeho začátky nebyly nejlepší a moc se mu nedařilo. Průlom u něj nastal až v roce 2021, když podepsal smlouvu Ultimate Fighting Championship.
První velký úspěch zaznamenal 12. listopadu 2022 výhrou nad Nigerijcem Israelem Adesanyanem a ziskem UFC Middleweight Championship. Při následující odvetě však prohrál.
V roce 2023 se rozhodl přejít do Light Heavyweight. Dne 29. července 2023 se utkal s bývalým UFC šampionem Janem Błachowiczem. Zvítězil na body.
O titul se ho 11. listopadu 2023 pokusil připravit český zápasník Jiří Procházka. Během druhého kola ho porazil pomocí TKO.
Dne 13. dubna 2024 v prvním kole porazil dalšího vyzyvatele Jamahala Hilla.
Odveta mezi Procházkou a Pereirou se uskutečnila 29. června. Zápas byl náhrada za původní zápas mezi Michaelem Chandlerem a Conorem McGregorem. Na začátku druhého kola Procházku porazil kopem do hlavy.
Jeho dalším protivníkem byl Khalil Rountree Jr. Zápas se uskutečnil 5. října 2024. Skončil až ve čtvrtém kole, kde soupeře ukončil pomocí TKO.
Přes svoji relativně krátkou kariéru je považován za jednoho z nejlepších zápasníku, kteří v Ultimate Fighting Championship působili.

## MMA výsledky
| Výsledek | Bilance | Oponent                     | Metoda                     | Událost                              | Datum              | Kolo | Čas  | Lokace                       |
| -------- | ------- | --------------------------- | -------------------------- | ------------------------------------ | ------------------ | ---- | ---- | ---------------------------- |
| Prohra   | 12–3    | Magomed Ankalaev            | Na body (jednomyslně)      | UFC 313                              | 8. března 2025     | 5    | 5:00 | Paradise, Nevada, USA        |
| Výhra    | 12–2    | Khalil Rountree Jr.         | TKO (údery)                | UFC 307                              | 5. října 2024      | 4    | 4:32 | Salt Lake City, Utah, USA    |
| Výhra    | 11–2    | Jiří Procházka              | TKO (kop na hlavu a údery) | UFC 303                              | 29. června 2024    | 2    | 0:13 | Las Vegas, Nevada, USA       |
| Výhra    | 10–2    | Jamahal Hill                | KO (údery)                 | UFC 300                              | 13. dubna 2024     | 1    | 3:14 | Las Vegas, Nevada, USA       |
| Výhra    | 9–2     | Jiří Procházka              | TKO (lokty)                | UFC 295                              | 11. listopadu 2023 | 2    | 4:08 | New York City, New York, USA |
| Výhra    | 8–2     | Jan Błachowicz              | Na body (split)            | UFC 291                              | 29. června 2023    | 3    | 5:00 | Salt Lake City, Utah, USA    |
| Prohra   | 7–2     | Israel Adesanya             | KO (údery)                 | UFC 287                              | 8. dubna 2023      | 2    | 4:21 | Miami, Florida, USA          |
| Výhra    | 7–1     | Israel Adesanya             | TKO (údery)                | UFC 281                              | 12. listopadu 2022 | 5    | 2:01 | New York City, New York, USA |
| Výhra    | 6–1     | Sean Strickland             | KO (údery)                 | UFC 276                              | 2. července 2022   | 1    | 2:36 | Las Vegas, Nevada, USA       |
| Výhra    | 5–1     | Bruno Silva                 | Na body (jednomyslně)      | UFC Fight Night: Santos vs. Ankalaev | 12. března 2022    | 3    | 5:00 | Las Vegas, Nevada, USA       |
| Výhra    | 4–1     | Andreas Michailidis         | TKO (koleno a údery)       | UFC 268                              | 6. listopadu 2021  | 2    | 0:18 | New York City, New York, USA |
| Výhra    | 3–1     | Thomas Powell               | KO (údery)                 | LFA 95                               | 20. listopadu 2020 | 1    | 4:04 | Park City, Kansas, USA       |
| Výhra    | 2–1     | Marcus Vinicius da Silveira | TKO (údery)                | Jungle Fight 87                      | 21. května 2016    | 2    | 4:55 | São Paulo, Brazílie          |
| Výhra    | 1–1     | Marcelo Cruz                | KO (údery)                 | Jungle Fight 85                      | 23. ledna 2016     | 1    | 4:07 | São Paulo, Brazílie          |
| Prohra   | 0–1     | Quemuel Ottoni              | Submise (Rear-Naked Choke) | Jungle Fight 82                      | 24. října 2015     | 3    | 2:52 | São Paulo, Brazílie          |